# Komitee gegen den Vogelmord
Das Komitee gegen den Vogelmord, teils auch in der englischen Schreibweise Committee Against Bird Slaughter (CABS), ist ein eingetragener Verein mit Sitz in Bonn, der im Bereich des Arten- und Tierschutz bei Wildvögeln tätig ist. Der Verband versteht sich als Aktionsgemeinschaft, der dort aktiv wird, wo Wildvögel durch Vogelfänger, Jäger oder Tierhändler verfolgt werden. Als vom Bundesumweltministerium anerkannter Naturschutzverein wird das Komitee zudem an Gesetzgebungsverfahren auf Bundesebene beteiligt.

## Arbeitsschwerpunkte
Ziel des Komitees gegen den Vogelmord ist das Verbot der Jagd auf Wildvögel, egal ob Flinte, Fallen oder Netzen.
Der Verein hat dabei zwei Arbeitsschwerpunkte:
- Die Arbeit gegen Jagd und Vogelfang in Europa und
- die Kampagne gegen den internationalen Handel mit Wildvögeln.

Gegen Vogelfang und Vogeljagd – sei es mit Fallen, Netzen oder der Flinte – gehen die Vogelschützer vor allem mit ihren Zugvogelschutzcamps in Italien, Frankreich, auf Malta und Zypern vor. Mit ehrenamtlichen Helfern werden vor Ort in Zusammenarbeit mit der Polizei illegale Vogelfallen, Fangnetze und Leimruten eingesammelt und Wilderer auf frischer Tat gestellt. In jedem Jahr werden so etwa 30.000 Netze und Fallen sichergestellt und mehr als 300 Wilderer überführt. Zudem macht das Komitee Öffentlichkeitsarbeit wie Unterschriftensammlungen und Protestkampagnen und setzt sich in bei den betroffenen Regierungen wie auch bei der Europäischen Kommission in Brüssel politisch gegen die Jagd ein. Im Jahre 2005 und 2006 erstellten Hirschfeld und Heyd eine Dokumentation zu Umfang und Auswirkung der Vogeljagd in den europäischen Staaten. In dieser Publikation – veröffentlicht in den Berichten zum Vogelschutz – schätzen sie aufgrund der einzelnen Statistiken der europäischen Staaten die Anzahl jährlich legal geschossener und gemeldeter Vögel auf 100 Millionen.
Mit öffentlichkeitswirksamen Aktionen, Protestkampagnen, Fachgutachten und Aktionen gegen kriminelle Tierhändler geht das Komitee gegen den Handel mit Wildvögeln vor. Schwerpunkte sind hierbei insbesondere Aktionen und Kampagnen gegen den Handel mit wildgefangenen Papageien, Sing- und Greifvögeln sowie mit Präparaten von Wildtieren. Ein besonderes Augenmerk haben die Vogelschützer dabei auf den Online-Handel bei Auktionshäusern und virtuellen Tierbörsen, z. B. bei www.ebay.de. Hierzu ließ das Komitee eine Dokumentation über den illegalen Handel mit Präparaten und Teilen geschützter Tiere erstellen, in der über 1600 Straftaten aufgelistet und ausgewertet wurden. Die Ergebnisse sowie der öffentliche Druck führten bei diesem Auktionshaus zur Intensivierung der Beobachtung und Löschung rechtswidriger und zweifelhafter Angebote, so dass heute nur noch vereinzelt solche Offerten entdeckt werden.
In Zusammenarbeit mit der Polizei und dem Zoll gelangen so schon zahlreiche spektakuläre Schläge gegen den internationalen Tierhandel.

## Geschichte
Im Januar 1975 wurde das Komitee gegen den Vogelmord in Berlin gegründet. Die ersten Kampagnen waren Protestaktionen gegen die Vogeljagd in Italien, den Vogelfang in Belgien und den Wildvogelhandel in Deutschland. Die ersten wirklich praktischen Maßnahmen – das Einsammeln illegaler Vogelfallen und Fangnetze – gab es 1979 im deutsch-belgischen Grenzgebiet bei Aachen. Seit 1985 werden jährlich Zugvogelschutzcamps durchgeführt, zuerst in Norditalien, dann auch in Nordfrankreich, Süditalien, auf Zypern und auf Malta. 2006 nahmen rund 300 ehrenamtliche Natur- und Tierfreunde aus ganz Europa an den Zugvogelschutzcamps des Komitees gegen den Vogelmord und seiner Partnerverbände teil.

## Wirtschaftliche Lage
Der Verein hat rund 11.000 Spender und Förderer – die wenigsten davon sind Mitglieder. Der Verband finanziert sich ausschließlich über Spenden und erhält keine nennenswerten Beträge von Unternehmen oder von der Öffentlichen Hand.

## Publikationen
- Komitee gegen den Vogelmord e. V., NABU-Landesverband NRW e. V. und Nordrheinwestfälische Ornithologengesellschaft e. V. (Hrsg., 2010): Illegale Greifvogelverfolgung – Erkennen – Bekämpfen – Verhindern. Ein Leitfaden für Naturfreunde und Behörden. Broschüre 33 Seiten
- Axel Hirschfeld (2000): Wilde Tiere unterm Hammer. Der Handel mit geschützten Tieren beim Internet Auktionshaus ebay. Dokumentation i. A. des Komitees gegen den Vogelmord e. V.
- Axel Hirschfeld & Alexander Heyd (2006): Jagdbedingte Mortalität von Zugvögeln in Europa: Streckenzahlen und Forderungen aus Sicht des Vogel- und Tierschutzes. Berichte zum Vogelschutz 42.